# Pidonia neglecta
Pidonia neglecta är en skalbaggsart. Pidonia neglecta ingår i släktet Pidonia och familjen långhorningar.

## Underarter
Arten delas in i följande underarter:
- P. n. hizena
- P. n. neglecta